# イーノン
イーノン（Enon）は、アメリカ合衆国のインディー・ロック・バンドである。ニューヨークの音楽シーンのバンドとして知られているが、その後はフィラデルフィアを拠点として活動。中心人物のジョン・シュマーサルは、2011年5月のインタビューで、その年まで行われたツアーの後、アルバム『グラス・ゲイザーズ…カーボン・クラウズ』の次となる活動予定がないことを認めている。

## メンバー

### 最終ラインナップ
- ジョン・シュマーサル (John Schmersal) – ボーカル、ギター、シンセサイザー
- トーコ・ヤスダ (Toko Yasuda) – ベース、ボーカル、シンセサイザー

### 旧メンバー
- リック・リー (Rick Lee) - シンセサイザー、サンプリング
- スティーヴ・カルホーン (Steve Calhoon) - ドラム、パーカッション
- マット・シュルツ (Matt Schulz) - ドラム、パーカッション

## ディスコグラフィ

### アルバム
- Long Play (1998年、Pure Orgone) ※自主制作、インストゥルメンタル CD-R
- Believo! (2000年、See-Thru Broadcasting)
- On Hold (2001年) ※自主制作、インストゥルメンタル CD-R
- High Society (2002年、Touch and Go)
- Hocus Pocus (2003年、Touch and Go)
- On Hold (2004年、Slowboy [Germany]) ※ヴァイナル盤インストゥルメンタル・アルバム。別カバー・アートでボーナストラック「Lost Marble Collection」収録もある
- Lost Marbles & Exploded Evidence (2005年、Touch and Go) ※コンピレーション + DVDセット
- 『グラス・ゲイザーズ…カーボン・クラウズ』 - Grass Geysers...Carbon Clouds (2007年、Touch and Go)

### シングル
- "Fly South" / "The List Of Short Demands" (1998年)
- "Motor Cross" / "Burning The Bread" (1999年)
- "To Whom It May Consume" / "Suz EQ" (1999年)
- "Listen (While You Talk)" / "By-Ways and Oddities" (2001年)
- "Marbles Explode" / "Raisin Heart" (2001年)
- "The Nightmare Of Atomic Men" (2001年) ※1300枚限定
- "Normal Is Happening" (2002年)
- "Drowning Appointments" / "Perfect Draft" (2002年)
- "Evidence" / "Grain Of Assault" (2003年)
- "In This City" (2003年)
- "Because Of You" (2003年)
- "Starcastic" / "Birdnest" (2003年)
- "Kanon Kanon"/"Undone" (2004年)
- "Little Ghost / Swab The Deck" (2007年)
- "Annashade" (2007年) ※『グラス・ゲイザーズ…カーボン・クラウズ』のiTunes版ボーナストラック
- "Bonus Songs" (2007年) ※ツアー限定、自主制作